# Afsløringen af Ymerbrønden i Faaborg
Afsløringen af Ymerbrønden i Faaborg er en dansk dokumentarisk optagelse fra 1913. Producenten er ukendt.

## Handling
Optagelser fra Faaborg by og afsløringen af Ymerbrønden på torvet 24. juni 1913. Skulpturen er lavet af billedhugger Kai Nielsen og skænket til byen af etatsråd Mads Rasmussen. Skulpturen forestiller den nøgne Ymer fra den nordiske mytologi, der nærer sig ved koen Audhumbla. Ifølge sagnet slikker koen på en saltsten, fra hvilken drengen Bure skabes.